# Úbrež
Úbrež és un poble i municipi d'Eslovàquia. Es troba a la regió de Košice, a l'est del país.

## Història
La primera referència escrita de la vila data del 1337.

## Demografia
| Godina             | 1994 | 2004    | 2014    | 2024    |
| ------------------ | ---- | ------- | ------- | ------- |
| Nombre de persones | 580  | 650     | 746     | 1112    |
| Diferència         |      | +12,06% | +14,76% | +49,06% |

| Godina             | 2023 | 2024   |
| ------------------ | ---- | ------ |
| Nombre de persones | 1090 | 1112   |
| Diferència         |      | +2,01% |